# Echazaue
Die Echazaue ist ein am 13. Juni 2005 vom Regierungspräsidium Tübingen ausgewiesenes Naturschutzgebiet auf dem Stadtgebiet von Pfullingen im Landkreis Reutlingen. 

## Lage und Beschreibung
Das Naturschutzgebiet liegt im Tal der Echaz, welche das Gebiet von Südosten nach Nordwesten durchfließt. Im Nordosten grenzt es an den Stadtrand von Pfullingen, im Südosten an den Ortsrand des Lichtensteiner Ortsteils Unterhausen. Das Gebiet selbst ist weitgehend unverbaut und weist ein strukturreiches Biotopmosaik aus Grünland, Streuobstbeständen, Feuchtgebieten, bachbegleitenden Gehölzsäumen, Hecken, Feldgehölzen und Einzelbäumen auf. Das Gebiet ist zudem mit einem Kanalsystem durchzogen, das auf der Nutzung der Auewiesen als sogenannte „Wässerwiesen“ zurückgeht.
Naturräumlich gehört das Gebiet zur Untereinheit Echaz-Randbucht im Mittleren Vorland der mittleren Schwäbischen Alb.

## Schutzzweck
Wesentlicher Schutzzweck ist laut Schutzgebietsverordnung „die Erhaltung eines vielfältig strukturierten Gebietes, insbesondere
1. die Erhaltung, Sicherung und Verbesserung der in Stadtrandlage gelegenen unverbauten Echazaue als Lebensraum artenreicher Pflanzen- und Tiergemeinschaften;
2. die Erhaltung, Sicherung und Pflege des strukturreichen Biotopmosaiks aus Grünländern, Streuobstwiesen mit Hochstämmen, Feuchtgebieten, bachbegleitenden Gehölzsäumen, Hecken, Feldgehölzen, Einzelbäumen als Lebensraum gefährdeter Pflanzen- und Tierarten;
3. die Erhaltung, Sicherung und Förderung artenreicher standorttypischer Tiergemeinschaften (Säugetiere, Vögel, Reptilien, Amphibien, Schmetterlingen, Libellen) und eines für die Bachregion typischen heimischen Fischbestandes;
4. die Erhaltung, Sicherung und Förderung von Vogelarten der Europäischen Vogelschutzrichtlinie (Richtlinie 79/409/EWG des Rates vom 2. April 1979), insbesondere Halsbandschnäpper, Grauspecht, Mittelspecht, Neuntöter und Wanderfalke;
5. die Erhaltung, Sicherung und Pflege des historischen Kanalsystems der Wässerwiesen als landeskundliches und kulturelles Zeugnis;
6. die Erhaltung und Sicherung eines abwechslungsreichen und reizvollen Landschaftsbildes einer unverbauten, kulturell geprägten Bachaue in stadtnaher Lage;
7. die Erhaltung, Sicherung und Pflege der Echazaue als Ort für naturschutzausgerichtete Umweltbildung.“[3]

## Geschichte
Seit 1976 ist die NABU-Gruppe Pfullingen besonders im Bereich der Echazaue zwischen Lichtenstein und Pfullingen aktiv und kaufte sukzessive Flächen. Der Verband konnte dadurch auch erreichen, dass dieses Gebiet im Jahr 2005 als Naturschutzgebiet ausgewiesen wurde. Von den rund 50 Hektar NSG betreut die NABU-Gruppe inzwischen rund 13 Hektar. Der NABU Pfullingen wurde für dieses Engagement unter anderem mit dem Kulturlandschaftspreis und dem Landesnaturschutzpreis ausgezeichnet.

## Zusammenhängende Schutzgebiete
Die Echazaue ist Bestandteil des Vogelschutzgebiets Mittlere Schwäbische Alb und überschneidet sich in Teilen mit dem FFH-Gebiet Albtrauf Pfullingen. Es liegt außerdem in der Pflegezone des Biosphärengebiets Schwäbische Alb.